# Lista do Patrimônio Mundial nos Estados Unidos
A Organização das Nações Unidas para a Educação, a Ciência e a Cultura (UNESCO) propôs um plano de proteção aos bens culturais do mundo, através do Comité sobre a Proteção do Património Mundial Cultural e Natural, aprovado em 1972. Esta é uma lista do Patrimônio Mundial existente nos Estados Unidos da América, especificamente classificada pela UNESCO e elaborada de acordo com dez principais critérios cujos pontos são julgados por especialistas na área. Os Estados Unidos da América, país de cultura e natureza plurais fruto de sua abrangência territorial e do acolhimento de povos diversos ao longo de sua história, ratificaram a convenção em 7 de dezembro de 1973, tornando seus locais históricos elegíveis para inclusão na lista.
Os Estados Unidos ocupam uma grande faixa territorial que se estende do Oceano Pacífico ao Oceano Atlântico no norte do continente americano, tornando seu território marcado pela ocorrência de diversos ecossistemas de grande relevância global. O país também foi colonizado e povoado por povos de diversas origens ao longo dos últimos quatro séculos, ocasionando uma grande efervescência cultural única em todo o mundo.   
Os parques nacionais de Mesa Verde e Yellowstone foram os dois primeiros sítios dos Estados Unidos listados como Patrimônio Mundial da UNESCO por ocasião da IIª Sessão do Comitê do Patrimônio Mundial, realizada em Washington, D.C. em 1978. Em 1979, o complexo arquitetônico Independence Hall, na Filadélfia, tornou-se o primeiro sítio de interesse cultural do país acrescentado à lista, seguido por Cahokia (em 1982), Centro Histórico de San Juan (em 1983) e a Estátua da Liberdade (em 1984). Desde a mais recente inclusão à lista, os Estados Unidos contam com 25 sítios declarados como Patrimônio Mundial da Humanidade, sendo 12 destes de interesse Cultural, 12 destes de interesse Natural e 1 de interesse Misto. 
Os sítios Kluane/Wrangell-St Elias/Baía Glacier/Tatshenshini-Alsek (inscrito em 1979) e Parque Internacional da Paz Waterton-Glacier (inscrito em 1995) são os únicos locais compartilhados com outro país, no caso com o Canadá. Por outro lado, Fortaleza e Sítio Histórico de San Juan em Porto Rico (no território de Porto Rico, no Caribe), Parque Nacional dos Vulcões do Havaí (no Pacífico) e novamente o sítio Kluane/Wrangell-St Elias/Baía Glacier/Tatshenshini-Alsek (no Alasca) são os três únicos sítios não localizados nos Estados Unidos contíguos. O sítio Parque Nacional Everglades, na Flórida, foi acrescentado na Lista do Patrimônio Mundial em perigo em 1993 por conta dos danos causados pelo Furacão Andrew e, posteriormente, por conta da degradação ambiental causa pela intensa atividade pecuária na região.

## Bens culturais e naturais
Os Estados Unidos da América contam atualmente com os seguintes lugares declarados como Patrimônio da Humanidade pela UNESCO:
| | Parque Nacional de Mesa Verde |
| Bem cultural inscrito em 1978. |                               |
| Localização: Colorado |                               |
| Localizado a sudoeste do Estado do Colorado, o planalto de Mesa Verde atinge mais de 2 600 metros de altura. Este planalto abriga muitas casas dos índios da aldeia construídas entre os séculos VI e XII. Cerca de 4 400 locais foram localizados, incluindo aldeias erguidas no topo do planalto e casas de dimensões imponentes construídas com pedra em falésias rochosas, que têm mais de cem quartos em alguns casos. (UNESCO/BPI) |                               |

| | Parque Nacional de Yellowstone |
| Bem natural inscrito em 1978. |                                |
| Localização: Wyoming/Idaho/Montana |                                |
| O Parque Nacional de Yellowstone, criado em 1872, é uma vasta floresta natural de 9 000 km2 que abrange os estados de Wyoming (96% da superfície), Montana (3%) Idaho (1%). Nele você pode ver mais da metade dos fenômenos geotérmicos que ocorrem no planeta, com cerca de 10 000 exemplos diferentes. Também tem mais de 300 gêiseres, ou seja, cerca de dois terços de todos os existentes no planeta. Além disso, o parque é famoso por sua vida selvagem de ursos pardos, lobos, bisões e wapitíes. (UNESCO/BPI) |                                |

| | Parque Nacional do Grand Canyon |
| Bem natural inscrito em 1979. |                                 |
| Localização: Arizona |                                 |
| Localizado no Estado do Arizona, este parque é forrado pelo gigantesco cânion cavado pelo rio Colorado, que a 1 500 metros de profundidade é o desfiladeiro mais espetacular do mundo. Em seus estratos horizontais está incorporada a história geológica dos últimos dois bilhões de anos. Também neste local estão vestígios de esforços para adaptar o homem pré-histórico a um ambiente particularmente inhospite. (UNESCO/BPI) |                                 |

| | Parque Nacional Everglades |
| Bem natural inscrito em 1979, em perigo desde 2010. |                            |
| Localização: Flórida |                            |
| Este parque, localizado no extremo sul da península da Flórida, foi dito ser como um rio de grama que desliza imperceptivelmente do interior para o mar. A excepcional variedade de seus habitats aquáticos tornou-o um santuário para inúmeras aves e répteis, bem como espécies ameaçadas, como o peixe-boi. (UNESCO/BPI) |                            |

| | Kluane/Wrangell-St Elias/Baía Glacier/Tatshenshini-Alsek |
| Bem natural inscrito em 1979, estendido em 1994. |                                                          |
| Localização: Alasca |                                                          |
| Este bem é compartilhado com: Canadá. |                                                          |
| Este impressionante conjunto de geleiras e picos altos está localizado em ambos os lados da fronteira com o Canadá (Território Yukon e Colúmbia Britânica) e os Estados Unidos da América (Alasca). Suas paisagens naturais espetaculares são um refúgio para numerosos ursos pardos, caribus e muflões de Dall. O local também possui o maior campo de gelo do mundo localizado fora da zona polar. (UNESCO/BPI) |                                                          |

| | Independence Hall |
| Bem cultural inscrito em 1979. |                   |
| Localização: Pensilvânia |                   |
| Localizado na Filadélfia, Independence Hall é o edifício onde a Declaração de Independência e a Constituição dos Estados Unidos foram assinados, em 1776 e 1787, respectivamente. Desde a adoção desses dois documentos, os princípios universais de liberdade e democracia proclamados neles têm sido fundamentais na história dos Estados Unidos e exerceram grande influência sobre os legisladores em todo o mundo. (UNESCO/BPI) |                   |

| | Parque Nacional de Redwood e Parques Estaduais |
| Bem natural inscrito em 1980. |                                                |
| Localização: Califórnia |                                                |
| Localizados ao norte de São Francisco, em uma região montanhosa paralela à costa do Pacífico, esses parques são cobertos por uma magnífica floresta de sequoias, que são as árvores mais altas e impressionantes do mundo. A fauna marinha e terrestre do local também é notável, com espécies como o leão-marinho e a águia careca, ou o pelicano marrom em extinção da Califórnia. (UNESCO/BPI) |                                                |

| Praia na região de Kalaloch, no Parque Nacional Olympic. | Parque Nacional Olympic |
| Praia na região de Kalaloch, no Parque Nacional Olympic. | Bem natural inscrito em 1981. |
| Praia na região de Kalaloch, no Parque Nacional Olympic. | Localização: Washington |
| Praia na região de Kalaloch, no Parque Nacional Olympic. | Localizado a noroeste do estado de Washington, o Parque Nacional Olímpico é conhecido pela grande diversidade de seus ecossistemas. Suas montanhas com geleiras e vastos prados alpinos são cercadas por grandes florestas antigas, entre as quais está o melhor espécime de florestas tropicais intocadas em todo o Noroeste do Pacífico. As onze bacias hidrográficas que drenam o maciço da montanha fornecem um habitat ideal para espécies de peixes anidros. O parque também tem 100 quilômetros de litoral rochoso intacto – o maior trecho de litoral intocado dos Estados Unidos – e possui inúmeras espécies animais e vegetais, nativas e endêmicas, incluindo algumas ameaçadas de extinção, como coruja-pintada do norte, alca e salvelino. (UNESCO/BPI) |

| | Parque Nacional de Mammoth Cave |
| Bem natural inscrito em 1981. |                                 |
| Localização: Kentucky |                                 |
| Localizado no Estado de Kentucky, o Mammoth Cave National Park tem a maior rede de cavernas e galerias naturais subterrâneas do mundo, exemplos característicos de formações geológicas calcárias. O parque e sua rede subterrânea de mais de 560 km abrigam uma fauna e flora de espécies variadas, algumas das quais estão ameaçadas de extinção. (UNESCO/BPI) |                                 |

| | Sítio Histórico Estadual de Cahokia Mounds |
| Bem cultural inscrito em 1982. |                                            |
| Localização: Illinois |                                            |
| Localizado a cerca de 13 quilômetros ao norte de St. Louis, Missouri, o sítio Cahokia Mounds é o maior assentamento humano pré-colombiano encontrado no norte do México. Este lugar era habitado no Período Misisipian (800-1400 A..C D.), quando se estendia por cerca de 1 600 hectares e tinha cerca de 120 montes. Os remanescentes do local mostram a existência de uma sociedade complexa governada por caciques, bem como a presença de numerosos montes de satélites e aldeias e aldeias periféricas. Esta sociedade agrícola provavelmente tinha cerca de 10 000 a 20 000 habitantes no momento de seu auge (1050-1150 d.C.). Outro elemento importante deste local é o Monks Mound, o maior monte pré-histórico das Américas, que tem cinco hectares de superfície e trinta metros de altura. (UNESCO/BPI) |                                            |

| | Parque Nacional das Montanhas Great Smoky |
| Bem natural inscrito em 1983. |                                           |
| Localização: Tennessee/Carolina do Norte |                                           |
| Este parque excepcionalmente bonito cobre mais de 200 000 hectares e abriga mais de 3 500 espécies de plantas vasculares. Tem tantas variedades de árvores (130 espécies naturais) quanto toda a Europa como um todo. Também abriga inúmeras espécies animais ameaçadas de extinção e a maior variedade de salamandras do mundo, provavelmente. Estando relativamente intacta, este parque permite ter uma ideia de como era a flora da área temperada antes que o homem começasse a deixar sua marca na natureza. (UNESCO/BPI) |                                           |

| Fortaleza de San Juan, em Porto Rico. | Fortaleza e Sítio Histórico de San Juan em Porto Rico |
| Fortaleza de San Juan, em Porto Rico. | Bem cultural inscrito em 1983. |
| Fortaleza de San Juan, em Porto Rico. | Localização: Porto Rico |
| Fortaleza de San Juan, em Porto Rico. | Localizada em um ponto estratégico no Caribe, a Baía de San Juan foi protegida por uma série de obras defensivas construídas entre os séculos XV e XIX. Essas fortificações são um bom exemplo da arquitetura militar europeia, adaptada às áreas portuárias das Américas. (UNESCO/BPI) |

| | Parque Nacional de Yosemite |
| Bem natural inscrito em 1984. |                             |
| Localização: Califórnia |                             |
| Com seus vales suspensos, incontáveis cachoeiras, lagos de circo, cúpulas polidas, moraine e vales-U, o Parque Nacional de Yosemite, no centro da Califórnia, mostra todas as formas de relevo de granito em forma de glaciação. Como a altitude de sua terra varia de 600 a 4 000 metros, o parque abriga espécies animais e vegetais extremamente variadas. (UNESCO/BPI) |                             |

| | Estátua da Liberdade |
| Bem cultural inscrito em 1984. |                      |
| Localização: Nova Iorque |                      |
| A colossal "Estátua da Liberdade Iluminando o Mundo com Sua Tocha" foi concebida em Paris pelo escultor Bartholdi, em colaboração com Gustave Eiffel, responsável pela estrutura metálica. A estátua foi entregue pela França aos Estados Unidos por ocasião do centenário de sua Independência. Instalada em 1886 na entrada do Porto de Nova York, sua efígie já abrigou milhões de migrantes dos Estados Unidos. (UNESCO/BPI) |                      |

| Vulcão Puʻu ʻŌʻō, em meados de 1983. | Parque Nacional dos Vulcões do Havaí |
| Vulcão Puʻu ʻŌʻō, em meados de 1983. | Bem natural inscrito em 1987. |
| Vulcão Puʻu ʻŌʻō, em meados de 1983. | Localização: Havaí |
| Vulcão Puʻu ʻŌʻō, em meados de 1983. | Neste parque, dois dos vulcões mais ativos do mundo, o Mauna Loa (4.170 metros de altitude) e o Kilauea, estão localizados, dominando a costa do Pacífico. A paisagem, que muda dependendo de erupções vulcânicas e fluxos de lava, pode ser vista surpreendendo formações geológicas. O local abriga aves raras e várias espécies endêmicas, além de florestas gigantes de samambaias. (UNESCO/BPI) |

| Monticello. | Monticello e a Universidade da Virgínia em Charlottesville |
| Monticello. | Bem cultural inscrito em 1987. |
| Monticello. | Localização: Virgínia |
| Monticello. | Thomas Jefferson (1743-1826), autor da Declaração da Independência e terceiro presidente dos Estados Unidos da América, também foi um talentoso arquiteto neoclássico. Ele projetou Monticello (1769-1809), a mansão de sua plantação, e a "aldeia acadêmica" ideal (1817-1826), que ainda hoje é o centro da Universidade da Virgínia. Sua visão de arquitetura, baseada na antiguidade clássica, reflete não apenas aspirações para uma nova república americana herdando da tradição europeia, mas também o grau de experimentação cultural que poderia ser esperado do país em um momento em que atingiu a maturidade. (UNESCO/BPI) |

| | Cultura Chaco |
| Bem cultural inscrito em 1987. |               |
| Localização: Novo México |               |
| Por mais de 2 000 anos, o povo indiano ocupou uma vasta região do sudoeste dos Estados Unidos. Chaco Canyon, o núcleo principal da cultura da aldeia entre as entre as décadas de 850 e 1250, foi um centro cerimonial, comercial e político localizado na região pré-histórica de Las Cuatro Esquinas. O local de Chaco se destaca por seus monumentais edifícios cerimoniais e públicos de arquitetura única. Tem um antigo centro urbano cerimonial muito superior provavelmente a todos que foram capazes de construir antes ou depois. O local inscrito na Lista do Patrimônio Mundial inclui, além do Parque Histórico Nacional da Cultura Chaco, o Monumento Nacional das Ruínas Astecas e outros locais menores administrados pelo Escritório de Planejamento Territorial. (UNESCO/BPI) |               |

| | Pueblo de Taos |
| Bem cultural inscrito em 1992. |                |
| Localização: Novo México |                |
| Localizado no vale de um pequeno afluente do Rio Grande, este assentamento humano construído por adobe compreende um conjunto de casas cerimoniais e edifícios representativos da cultura do povo indiano do Arizona e do Novo México. (UNESCO/BPI) |                |

| | Parque Nacional das Cavernas de Carlsbad |
| Bem natural inscrito em 1995. |                                          |
| Localização: Novo México |                                          |
| Neste parque paisagístico karst localizado no Estado do Novo México, 81 cavernas excepcionais foram descobertas até hoje por suas dimensões e pela abundância, diversidade e beleza de suas formações minerais. Os destaques incluem a Gruta das Corujas, um autêntico laboratório subterrâneo no qual processos geológicos e biológicos podem ser estudados em um ambiente praticamente intacto. (UNESCO/BPI) |                                          |

| Área de Conservação do Red Rock Canyon. | Parque Internacional da Paz Glacier-Waterton |
| Área de Conservação do Red Rock Canyon. | Bem natural inscrito em 2010. |
| Área de Conservação do Red Rock Canyon. | Localização: Montana |
| Área de Conservação do Red Rock Canyon. | Este bem é compartilhado com: Canadá. |
| Área de Conservação do Red Rock Canyon. | Em 1932, o Parque Nacional Waterton Lakes (província de Alberta, Canadá) e o Parque Nacional Glacier (Estado de Montana, EUA) fundiram-se para formar "o primeiro parque internacional de paz do mundo". Localizado em ambos os lados da fronteira Canadá-Estados Unidos, este parque possui paisagens de beleza excepcional e uma variedade de espécies vegetais e mamíferos, além de prados, florestas e formações geológicas alpinas e geleiras. (UNESCO/BPI) |

| | Papahānaumokuākea |
| Bem misto inscrito em 2010. |                   |
| Localização: Havaí |                   |
| Papah-naumoku-kea é um local composto por um conjunto de ilhotas e atóis de arranha-céus e o oceano ao seu redor. Localizado a cerca de 250 km a noroeste do arquipélago principal do Havaí, ele se estende por uma área de 1931 km. Para os havaianos, este local tem um significado cosmológico, pois incorpora o vínculo de parentesco entre homens e natureza, berço da vida e terra de abrigo de espíritos após a morte. Duas de suas ilhas, Nihoa e Makumanamana, possuem restos arqueológicos atestando a presença de assentamentos humanos e a ocupação do solo antes da chegada dos europeus. Ilhotas e atóis têm habitats pelágicos em alto mar e outros elementos notáveis, como montanhas subaquáticas, bancos de areia submersos, vastos recifes de corais e lagoas marítimas. Papah-naumoku-kea é uma das mais vastas áreas marinhas protegidas do mundo. (UNESCO/BPI) |                   |

| | Colinas Monumentais de Poverty Point |
| Bem cultural inscrito em 2014. |                                      |
| Localização: Luisiana |                                      |
| Situado em um estreito beco alto localizado no vale do baixo rio Mississippi, o Local da Pobreza Point é nomeado em homenagem ao de uma plantação agrícola do século XIX nas proximidades. É um vasto conjunto de colinas monumentais que compreendem cinco montes, seis cumes concêntricos semielípticos, uma esplanada central e vestígios de uma estrada. Sua criação, da época de 3 700-3 100 a.C., foi obra de uma vila de caçadores-pescadores-coletores. A pesquisa realizada até agora não permitiu determinar se este conjunto desempenhava uma função permanente de assentimento humano, ou se era um local temporário de acampamento usado apenas no curso de celebrações rituais ou feiras. O Ponto de Pobreza é um exemplo notável da técnica de construção terrestre na região norte-americana, que não seria superada até pelo menos 2 000 anos depois. (UNESCO/BPI) |                                      |

| Álamo, na cidade texana de San Antonio. | Missões de San Antonio no Texas |
| Álamo, na cidade texana de San Antonio. | Bem cultural inscrito em 2015. |
| Álamo, na cidade texana de San Antonio. | Localização: Texas |
| Álamo, na cidade texana de San Antonio. | Este sítio abrange um grupo de cinco complexos de missões fronteiriças localizados ao longo de um trecho da bacia do rio San Antonio, no sul do Texas, bem como um rancho localizado a 37 quilômetros ao sul. Inclui estruturas arquitetônicas e arqueológicas, fazendas, residências, igrejas e celeiros, bem como sistemas de distribuição de água. Os complexos foram construídos por missionários franciscano no século XVIII e ilustram os esforços da Coroa Espanhola para colonizar, evangelizar e defender a fronteira norte da Nova Espanha. As Missões de San Antonio também são um exemplo da troca entre culturas espanholas e coahuiltecanas, ilustrada por uma variedade de elementos, incluindo a decoração das igrejas que combina símbolos católicos com desenhos indígenas inspirados na natureza. (UNESCO/BPI) |

| Museu Solomon R. Guggenheim, em Nova Iorque. | Arquitetura do século XX de Frank Lloyd Wright |
| Museu Solomon R. Guggenheim, em Nova Iorque. | Bem cultural inscrito em 2019. |
| Museu Solomon R. Guggenheim, em Nova Iorque. | Localização: Nova Iorque/Pensilvânia/Texas/Wisconsin |
| Museu Solomon R. Guggenheim, em Nova Iorque. | Este bem cultural compreende oito edifícios, construídos nos Estados Unidos, que foram projetados por este célebre arquiteto na primeira década do século XX. Estes incluem a "Cascade House" construída em Mill Run, Pensilvânia, Herbert e Katherine Jacobs House em Madison, Wisconsin, e o Museu Guggenheim em Nova Iorque. Esses edifícios são uma amostra da "arquitetura orgânica" de Wright, que é caracterizada pelo plano aberto de construções, o borrão de fronteiras entre o interior e o exterior dos edifícios e o uso extremamente original de materiais como aço e concreto. As soluções arquitetônicas inovadoras da "arquitetura orgânica" atenderam plenamente às necessidades funcionais dos edifícios em questão, seja habitação, locais de trabalho ou culto religioso, ou espaços para atividades lúdicas e culturais. As realizações de Wright naquela década influenciaram muito a evolução da arquitetura moderna na Europa. (UNESCO/BPI) |
| Museu Solomon R. Guggenheim, em Nova Iorque. | Locais múltiplos: |

| Parque Histórico Nacional da Cultura Hopewell, em Ohio. | Obras de terra cerimoniais dos Hopewell |
| Parque Histórico Nacional da Cultura Hopewell, em Ohio. | Bem cultural inscrito em 2023. |
| Parque Histórico Nacional da Cultura Hopewell, em Ohio. | Localização: Ohio |
| Parque Histórico Nacional da Cultura Hopewell, em Ohio. | Trata-se de uma série de oito complexos monumentais de recintos de terra construídos entre 2 000 e 1 600 anos ao longo dos afluentes centrais do rio Ohio. São a expressão mais representativa da tradição indígena atualmente conhecida como Cultura Hopewell. Sua dimensão e complexidade evidenciam-se em figuras geométricas precisas, assim como em cima de colinas esculpidas para abrigar vastos pátios nivelados. Existem alinhamentos com os ciclos solares, bem como com os muito mais complexos ciclos lunares. Estas construções de terra serviam de centros cerimoniais e os locais renderam objetos rituais finamente elaborados a partir de matérias-primas exóticas obtidas em lugares distantes. (UNESCO/BPI) |

## Lista Indicativa
Em adição aos sítios inscritos na Lista do Patrimônio Mundial, os Estados-membros podem manter uma lista de sítios que pretendam nomear para a Lista de Patrimônio Mundial, sendo somente aceitas as candidaturas de locais que já constarem desta lista. Desde 2017, os Estados Unidos possuem 19 locais na sua Lista Indicativa.
| Sítio                                                    | Imagem | Localização     | Ano  | Dados UNESCO                | Descrição |
| -------------------------------------------------------- | ------ | --------------- | ---- | --------------------------- | --- |
| Locais do Movimento dos Direitos Civis                   |        | Alabama         | 2008 | Cultural: (vi)              | Esta indicação serial inclui três templos religiosos relacionados aos Movimentos dos Direitos Civis, sendo eles: Igreja Batista Dexter Memorial (em Montgomery), a Igreja Batista Bethel e a Igreja Batista 16th Street (ambas em Birmingham). |
| Locais de Aviação de Dayton                              |        | Ohio            | 2008 | Cultural: (ii)              | Esta indicação serial inclui os quatro locais associais com o pioneirismo dos Irmãos Wright e seu esforço em conquistar o voo humano nos arredores da cidade de Dayton. |
| Mount Vernon                                             |        | Virgínia        | 2008 | Cultural: (iv)              | A propriedade consiste em 16 estruturas do século XVIII intactas situadas numa paisagem cultural de jardins, pistas, alamedas e outros elementos associados, ao longo do rio Potomac. O centro histórico da propriedade é cercado por uma área de 20 hectares. |
| Refúgio Nacional de Vida Selvagem de Okefenokee          |        | Geórgia         | 2008 | Natural: (viii)(ix)(x)      | Este refúgio de vida selvagem consiste em mais de 162 000 hectares abrangendo mais de 92% do Pântano de Okefenokee, um amplo pântano intacto que é nascente de dois rios, um que deságua no Atlântico e outro no Golfo do México. |
| Parque Nacional da Floresta Petrificada                  |        | Arizona         | 2008 | Natural: (vii)(viii)        | Este parque nacional atualmente inclui 37 852 hectares (93 533 acres) na porção sul do Planalto de Colorado. Foi criado em 1906 para preservar o valor científico das pesquisas paleontológicas do Triássico tardio (225-205 milhões de anos atrás), mais notavelmente os depósitos coloridos e bem-preservados de madeira petrificada. |
| Serpent Mound                                            |        | Ohio            | 2008 | Cultural: (i)(iii)(iv)      | Serpent Mound, no Condado de Adams, é o maior exemplar sobrevivente documentado de monte de efígie no mundo. É um terraçamento sinuoso de 411 metros de comprimento, incluindo um abraçamento oval em uma das extremidades, o que foi interpretado por muitos como o olho de uma serpente. |
| Edifícios de Thomas Jefferson                            |        | Virgínia        | 2008 | Cultural: (i)(iv)(vi)       | Esta indicação serial inclui a propriedade Poplar Forest e o Capitólio Estadual da Virgínia, ambos edifícios notáveis projetados por Thomas Jefferson. O Capitólio Estadual da Virgínia foi construído entre 1785 e 1798 quando Jefferson era governador do estado e Poplar Forest é uma casa de veraneio e plantation construída pelo escravo John Hemings pouco antes do fim de sua presidência. |
| Monumento Nacional de White Sands                        |        | Novo México     | 2008 | Natural: (vii)(viii)(ix)(x) | Esta propriedade é uma unidade do Sistema Nacional de Parques que inclui mais de 58 000 hectares (143 733 acres) do limite norte do Deserto de Chihuahua. Foi estabelecido para proteger vastas dunas de areia que avançaram sobre mais 176 000 acres - juntamente com plantas e animais que se adaptaram a esta mudança ambiental. |
| Parque Nacional Big Bend                                 |        | Texas           | 2017 | Natural: (viii)(ix)         | Criado em 1944, o Parque Nacional de Big Bend abrange 324 153 hectares ao longo da fronteira com o México. Como a maior área protegida do Deserto de Chihuaha, o parque preserva vastas paisagens desérticas, cadeias montanhosas e desertos primaveris e ecossistemas riparianos ao longo do Rio Grande. |
| Ponte do Brooklyn                                        |        | Nova Iorque     | 2017 | Cultural: (ii)(iv)          | A Ponte do Brooklyn é uma ponte suspensa por cabos estaiados em larga escala com um vão central de 1 595 pés (486 metros) e extensão total de 5 989 pés. Concluída em 1883, atravessa o Rio East para conectar os boroughs de Brooklyn e Manhattan. |
| Complexo de Conservação da Califórnia                    |        | Califórnia      | 2017 | Natural: (vii)(viii)(ix)(x) | O Complexo de Conservação da Califórnia inclui um contíguo grupo de áreas marinhas protegidas ao longo da costa californiana: Grandes Farallones, Cordell Bank e Baía de Monterrey. |
| Central Park                                             |        | Nova Iorque     | 2017 | Cultural: (ii)(iv)          | O projeto do Central Park de Nova Iorque foi resultado de uma competição de 1858 vencida pelo jornalista e agricultor americano Frederick Law Olmsted (1822-1903) e o arquiteto anglo-americano Calvert Vaux (1925-1895). O período de construção original durou de 1858 a 1873, com seções do parque abertas assim que completadas. Abrangendo mais de 853 acres no centro de Manhattan, o Central Park é uma composição magistral cujas paisagens e estruturas tomam vantagem da topografia natural do local, criando um feixe variado de naturalismo harmônico. |
| Primeiros arranha-céus de Chicago                        |        | Illinois        | 2017 | Cultural: (i)(iv)           | Esta indicação serial inclui nove edifícios comerciais do centro comercial de Chicago, o "Loop". Os prédios, construídos num período de 20 anos iniciando em 1880, exemplificam a primeira geração de "arranha-céus". Fazendo uso de nova tecnologias no período, particularmente estrutura interna de metal, foram capazes de atingir mais de 20 andares. |
| Ellis Island                                             |        | Nova Iorque     | 2017 | Cultural: (iv)              | A Ilha Ellis é uma pequena ilha artificial localizada no Porto de Nova Iorque, ao sul de Manhattan e a menos de uma milha da Estátua da Liberdade. Em seus 27,5 acres estão mais de 40 edifícios e outros locais associados à Estação Imigratória de Ellis Island, que abriu em 1892 e funcionou até 1954, quando foi encerrada. |
| Fossa das Marianas                                       |        | Ilhas Marianas  | 2017 | Natural: (viii)(ix)(x)      | |
| Áreas de Proteção Marinha da Samoa Americana             |        | Samoa Americana | 2017 | Natural: (vii)(ix)(x)       | O local inclui o Santuário Marinho Nacional da Samoa Americana e o Atol Rose, que protegem barreiras de corais e habitat pelágicos do entorno das Ilhas Samoa, no Pacífico Central Sul. Os locais são administrados pela Administração Atmosférica e Oceânica. |
| Colônias da Igreja Moraviana                             |        | Pensilvânia     | 2017 | Cultural: (iii)(iv)         | Christiansfeld, um aldeiamento morávio, foi inscrito na Lista do Patrimônio Mundial em 2015. Morávios criaram uma comunidade religiosa internacional com uma rede de cidades, vilarejos e comunidades em vários continentes. |
| Monumento Nacional Marinho das Ilhas Remotas do Pacífico |        | Havaí           | 2017 | Natural: (vii)(viii)(x)     | Esta indicação está localizada no sul do Havaí, numa área remota do Oceano Pacífico. A área abrange aproximadamente 370 000 milhas náuticas quadradas, quase duas vezes o tamanho do estado do Texas. Inclui exemplares únicos de corais e ecossistemas abissais. |